# Jason Wall
Jason Wall (Willemstad, 10 december 1991) is een Nederlands-Curaçaos voetballer die als verdediger speelt.
Hij speelde voor RKTVV en één seizoen bij Willem II waar hij uitkwam in het beloftenteam. Van 2015 tot 2019 speelde Wall in België.

## Internationaal
Wall debuteerde op 9 oktober 2014 in het Curaçaos voetbalelftal in de thuiswedstrijd tegen Martinique om kwalificatie voor de Caribbean Cup (1-1).

## Interlands
| Interlands van Jason Wall | Interlands van Jason Wall | Interlands van Jason Wall    | Interlands van Jason Wall | Interlands van Jason Wall       | Interlands van Jason Wall |
| Nr.                       | Datum                     | Wedstrijd                    | Uitslag                   | Soort Wedstrijd                 | Goals                     |
| Als speler van RKTVV      | Als speler van RKTVV      | Als speler van RKTVV         | Als speler van RKTVV      | Als speler van RKTVV            | Als speler van RKTVV      |
| ------------------------- | ------------------------- | ---------------------------- | ------------------------- | ------------------------------- | ------------------------- |
| 1.                        | 9 oktober 2014            | Curaçao - Martinique         | 1-1                       | Caribbean Cup Kwalificatie 2014 | -                         |
| 2.                        | 11 oktober 2014           | St. Vincent - Curaçao        | 1-0                       | Caribbean Cup Kwalificatie 2014 | -                         |
| 3.                        | 13 oktober 2014           | Guadeloupe - Curaçao         | 0-1                       | Caribbean Cup Kwalificatie 2014 | -                         |
| 4.                        | 11 november 2014          | Curaçao - Trinidad en Tobago | 2-3                       | Caribbean Cup 2014              | -                         |
| 5.                        | 14 november 2014          | Curaçao - Cuba               | 2-3                       | Caribbean Cup 2014              | -                         |
| 6.                        | 15 november 2014          | Frans-Guyana - Curaçao       | 4-1                       | Caribbean Cup 2014              | -                         |
| 7.                        | 28 maart 2015             | Curaçao - Montserrat         | 2-1                       | WK Kwalificatie 2018            | -                         |
| 8.                        | 1 april 2015              | Montserrat - Curaçao         | 2-2                       | WK Kwalificatie 2018            | -                         |
| 9.                        | 14 juni 2015              | Cuba - Curaçao               | 1-1                       | WK Kwalificatie 2018            | -                         |
| Totaal                    | Totaal                    | Totaal                       | Totaal                    | Totaal                          | 0                         |